# Arioso (dikt)
Arioso är en dikt av Erik Lindegren som publicerades i samlingen Sviter 1947.
Arioso är en av Lindegrens mest kända, lästa och citerade dikter. Den blev tidigt ett populärt antologi- och deklamationstycke och har beskrivits som en av den svenska lyrikens mest älskade dikter. Diktens inledning "Någonstans inom oss är vi alltid tillsamman" citeras ofta i dödsannonser.
Titeln på dikten är hämtad från musikbeteckningen Arioso. Dikten har en musikalisk komposition med omtagningar och variation och halvrim som förblandning-förvandling, nu-snö och törst-tröst. Flera gånger i dikten upprepas ordet "någonstans". Personerna är ett "oss"/"vi" som förenats så att "någonstans inom oss kan vår kärlek aldrig fly" och "någonstans inom oss är vi alltid här och nu, är vi alltid du intill förväxling och förblandning". Diktens landskap tycks vara en öken "där benen har vitnat efter forskares och tvivlares nedsegnade törst", men där de dödas ben vitnat till liv och törst har övergått till tröst.

## Arioso iSviter
Arioso är en dikt som i Sviter ingår i avdelningen Amoroso med kärlekslyrik tillsammans med några andra av Lindegrens mest lästa dikter som Promenad i vinterskymning och De fem sinnenas dans. 
Kärlekspoesin i Amoroso, som var något nytt i Lindegrens diktning, skrevs 1945–1947. Litterära impulser som bidrog till dessa dikter kom från John Keats och Paul Éluard.
Sviter betraktades redan i samtiden som höjdpunkten i den svenska 1940-talslyriken och Amoroso betraktades av många som samlingens höjdpunkt. Redan i samtiden talade Karl Vennberg om "vittberömda bravurnummer" och förutspådde att Arioso skulle bli ett flitigt citerat slagnummer i den svenska lyriken.

## Analyser av dikten
Lars Bäckström har betecknat Arioso som den mest musikliknande dikten i Sviter. "Ett nästan bachaktigt variationsverk" med sin "precisa mekanik". Vad dikten uttrycker beskriver han som att "Den fixerar och proklamerar belägenheten av en punkt i känslans inre landskap, en plats där kärleksundret alltid sker och för alltid bevaras, där känslan föds ur kontakten mellan jag och du, där nära och fjärran utbyter en ständig rörelse."
Gunilla Bergsten har i en essä beskrivit Arioso som att "dikten på ett förtätat, melodiskt språk beskriver ett kärleksunder som antar kosmiska proportioner."